# Herencia de amor
Herencia de amor é uma telenovela argentina produzida e exibida pela Telefe entre 27 de abril de 2009 e 10 de junho de 2010.
Foi protagonizada por Sebastián Estevanez, Luz Cipriota e Natalia Lobo e antagonizada por Diego Olivera, Mónica Ayos e Nora Carpena.

## Sinopse
A história é baseada em uma família com muitos segredos, ódio e dinheiro escondido em um só lugar, uma estadia. Desde muito pequeno, Lautaro vivia com o pai no quarto localizado em Sta. Victoria. Houve um operário Pedro que, quando criança brincava com Lautaro. Ambos foram crescendo e ódio em relação a Pedro Lautaro era muito desde que seu pai Peter queria mais do que ele. Quando Lautaro trouxe sua namorada, Morena , as coisas vão nunca mais ser a mesma. Morena começou a sair com o pai e Lautaro em vingança, ele deixou o local, fazendo com que seu pai a parar de pensar que ele era seu filho. Mais uma vez a história se reúne quando Lautaro vem com Veronica sua nova namorada, pai para ficar. Não vai ser um acidente e é onde Veronica atender Peter. Isto leva -los para ficar onde obter Lautaro descobre que seu pai vai se casar com Morena. Decide para sair sem deixar todo o seu ódio de seu pai, mas se arrepende quando ele vê Morena caminhando para o altar e lembre-se seu amor por ela, ela vem até o ponto onde ele começa a tremer seu pai balançando na sua cara todo o ódio para ele tem roubado que foi o amor de sua vida. Finalmente, o pai recebe um ataque cardíaco e morre. Assim, breaks, a avareza e ganância em a parte de todos. Lautaro, Morena, e até mesmo sua mãe, começa a luta pela herança também deixando no lugar muitos segredos. Mas seu pai deixa uma grande confusão, dando a todos os bens para Dora para que ele gere os seus bens de modo que ninguém pode coletar até que eles são da família inteira como ele queria.

## Elenco
- Sebastián Estevanez - Pedro Sosa/Pedro Ledesma
- Luz Cipriota - Verónica Cabañas
- Natalia Lobo - Morena Alonso
- Diego Olivera - Lautaro Ledesma
- Manuela Pal - Susi
- Nora Cárpena - Mercedes
- Antonio Grimau - Tomás
- Raúl Lavié
- Martín Seefeld - Padre Miguel
- Adriana Salonia - Mara
- Nicolas Mele - Medina
- Pablo Comelli - Chirola
- Sol Estevanez - Belen
- Irene Almus - Esther
- Micaela Brusco - Luli
- Humberto Serrano - Augusto Ledesma
- Capitan Chapita Boettner - Leonardo Sosa
- Hernán Piquín - Eugenio
- Betina O'Connell
- Guadalupe Martínez Uría
- Thelma Biral
- Luisina Brando
- Raúl Taibo - Andrés
- Diego Ramos - Franco
- Mónica Antonópulos - Julia
- Silvia Baylé - Ángela
- María Carámbula - Rita
- Mónica Ayos - Maria Elena Cervero / Maria Angelica Cervero
- Adrián Navarro - Nacho
- Giselle Bonaffino - Brenda
- Miguel Habud

## Prêmios e indicações
| Ano  | Premio             | Categoria                        | Noeado             | Resultado |
| ---- | ------------------ | -------------------------------- | ------------------ | --------- |
| 2010 | Martín Fierro 2009 | Melhor Ator de Reparto em Drama  | Antonio Grimau     | Ganhador  |
| 2010 | Martín Fierro 2009 | Melhor Atriz de Reparto em Drama | Thelma Biral       | Nomeada   |
| 2011 | Martín Fierro 2010 | Melhor Atriz de Reparto          | Mónica Antonópulos | Nomeada   |